# Wilhelm Josef Sebastian

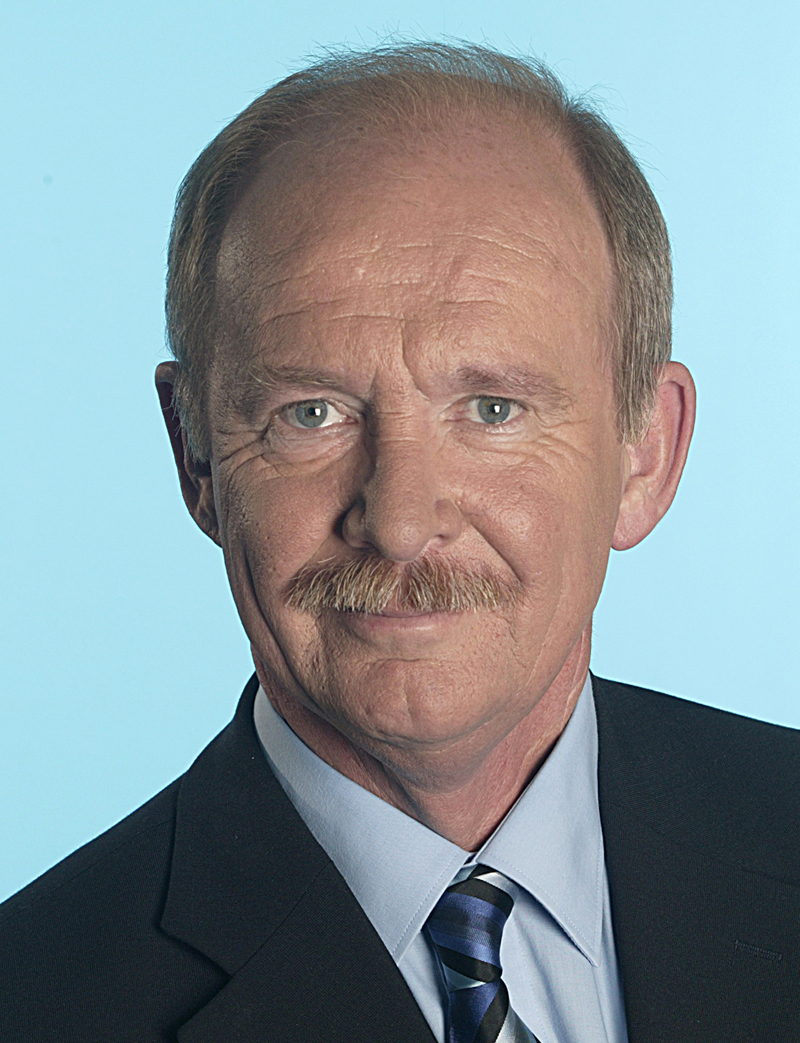
Wilhelm Josef Sebastian

Wilhelm Josef Sebastian (* 21. März 1944 in Dernau/Kreis Ahrweiler) ist ein deutscher Unternehmer und ehemaliger Politiker (CDU).

## Leben und Beruf
Nach dem Besuch der Volksschule absolvierte Sebastian eine Lehre zum Großhandelskaufmann und leistete anschließend von 1964 bis 1966 seinen Wehrdienst ab. Danach war er von 1967 bis 1970 Geschäftsführer der Raiffeisenkasse in Dernau. 1970 wurde er Vorsitzender des Vorstandes der Ahrwinzer eG und war von 1970 bis 1986 auch deren Geschäftsführer. Von 1971 bis 1989 war Sebastian außerdem Vorsitzender der Gebietsweinwerbung Ahr e.V. und von 1999 bis 2005 Vorsitzender des Tourismusservice Rhein, Ahr, Eifel. 2005 schied Sebastian als Vorstandsvorsitzender der Ahrwinzer eG aus, nachdem er 2004 Geschäftsführer der Bel Ahr GmbH geworden war.
Wilhelm Josef Sebastian ist verheiratet und hat zwei Kinder.

## Partei
Sebastian trat 1967 in die CDU ein und war von 1989 bis 2003 Vorsitzender des CDU-Kreisverbandes Ahrweiler.

## Abgeordneter
Er gehörte von 1974 bis 1999 dem Gemeinderat seines Heimatortes Dernau an und ist seit 1979 Abgeordneter im Kreistag des Landkreises Ahrweiler. Von 1986 bis 1994 war Sebastian außerdem Mitglied des Landtages von Rheinland-Pfalz und dort in dieser Zeit wirtschafts- und verkehrspolitischer Sprecher der CDU-Landtagsfraktion.
Von 1994 bis 2009 war er Mitglied des Deutschen Bundestages.
Wilhelm Josef Sebastian war stets als direkt gewählter Abgeordneter des Wahlkreises Ahrweiler in den Bundestag eingezogen. Bei der Bundestagswahl 2005 erreichte er hier 49,6 % der Erststimmen. Im Vorfeld der parteiinternen Nominierung für die Bundestagswahl am 18. September 2009 war er vom Kreisvorstand des CDU-Kreisverbandes Ahrweiler nicht erneut als Direktkandidat im Wahlkreis 199 vorgeschlagen worden.

## Öffentliche Ämter
Sebastian war von 1980 bis 1989 Kreisbeigeordneter des Landkreises Ahrweiler und von 1984 bis 1999 ehrenamtlicher Ortsbürgermeister von Dernau.